# Felső-Dunapart (Dunaújváros)
A Felső-Dunapart Dunaújváros egyik városrésze. A Dunapart felső élénél található a Vorosilov kilátó. Egyes források szerint Vorosilov marsall innen vezényelte a harci alakulatokat. A Duna-partról ellátni egészen Kunszentmiklósig, de Tass és Szalkszentmárton szintén jól kivehető az ártéri erdők mellett. Az Óvárostól kezdődő Szalki-sziget a fiatalok kedvenc sportolási, üdülési helye. A Dunától körülbelül ötven méteres a Dunapart, amire a város épült, teraszos kialakítású.
Dunaújvárosban 1964. február 24-én és 1965. április 30-án a löszfal miatt partomlás történt. A Radar és a kórház melletti dunaparti szakaszon a folyó a löszt omlékonnyá tette, mert a talajvíz növekedni kezdett. A víz alámosta a magas löszfalat, amely emiatt leomlott.
A Dunaújvárosi Nemzetközi Acélszobrász Alkotótelep kiállított szobrai díszítik a Dunapartot. Nyaranta szobrászok érkeznek Dunaújvárosba, akik vendégi fogadtatásért egy-egy szobrot adnak a városnak.
A Felső-Dunapart városrészben találjuk a Liszt Ferenc kertet, az Erkel Ferenc kertet, a Kossuth-Széchenyi Emlékművet, déli részén van a Városháza tér, ahol a Kortárs Művészeti Intézet és az Intercisa Múzeum áll. A Felső-Dunaparttól nyugatra található a Dózsa városrész, északnyugatra a Római városrész, délre a Barátság városrész, Dunasor és a Belváros.